# 2325 Черних
2325 Черних (2325 Chernykh) — астероїд головного поясу, відкритий 25 вересня 1979 року.
Тіссеранів параметр щодо Юпітера — 3,186.